# Monolith Soft
Monolith Soft ist ein Videospiele-Entwickler mit Sitz in Meguro, Tokio. Das Unternehmen wurde im Oktober 1999 von Hirohide Sugiura und Tetsuya Takahashi gegründet, die ehemals für Square arbeiteten. Nintendo hält seit dem 1. Mai 2007 einen 80-prozentigen Anteil an dem Unternehmen; zuvor war es im Mehrheitsbesitz von Namco Bandai Games, die nunmehr noch 16 % der Anteile halten. Damit ist es eines der 16 First-Party-Entwicklerstudios von Nintendo. Später kaufte Nintendo auch die restlichen Anteile auf. Den Rest der Studioaktien bilden Sugiura, Takahashi und Yasuyuki Honne. Seit wenigen Jahren besitzt Monolith Soft ein zweites Studio in Kyoto mit etwa 30 Mitarbeitern. Bislang hat das Kyoto-Studio hauptsächlich an der Grafik von Spielen der Nintendo EAD mitgewirkt.

## Philosophie
Statt einer festen Entwicklungsstruktur setzt Monolith Soft seine Mitarbeiter je nach Projektrichtung frei ein und glaubt an die Zusammenarbeit mit anderen Unternehmen bei Projekten, anstatt ausschließlich intern zu entwickeln. Laut einem Interview mit Takahashi aus dem Jahr 2012 ist eine Voraussetzung für die Arbeit bei Monolith Soft neben allgemeinen Kenntnissen außerhalb des Fachgebiets eine große Leidenschaft für Spiele. Im Gegensatz zu vielen anderen japanischen und westlichen Studios, die wegen übermäßiger Überstunden und schlechter Arbeitsbedingungen in die Kritik geraten sind, bemüht sich Monolith Soft um eine freundliche Arbeitsumgebung und angemessene Arbeitszeiten für seine Mitarbeiter. Überstunden werden auch mit der Geschäftsführung ausgehandelt und bezahlt, was in der japanischen Wirtschaft eine Seltenheit ist. In Bezug auf diesen Ansatz zitierte Honne das Motto des Unternehmens: „Keine Überstunden und kreative Arbeit erlaubt“. Obwohl die Belegschaft in der Spieleindustrie von Männern dominiert wird, hat Monolith Soft einen bemerkenswert hohen Anteil an weiblichen Entwicklern, die insgesamt etwa ein Viertel der Belegschaft ausmachen.

## Ludografie
studiointerne Projekte
- Baten Kaitos: Die Schwingen der Ewigkeit und der verlorene Ozean (GameCube, 2005)
- Baten Kaitos Origins (GameCube, 2006)
- Namco X Capcom (PlayStation 2, 2005)
- Xenosaga Episode I: Der Wille zur Macht (PlayStation 2, 2002)
- Xenosaga Episode II: Jenseits von Gut und Böse (PlayStation 2, 2004)
- Xenosaga Episode III: Also sprach Zarathustra (PlayStation 2, 2006)
- Xenosaga I & II (Nintendo DS, 2006)
- Soma Bringer (Nintendo DS, 2008)
- Disaster: Day of Crisis (Wii, 2008)
- Xenoblade Chronicles (Wii, 2010)
- Project X Zone (Nintendo 3DS, 2012)
- Xenoblade Chronicles X (Wii U, 2015)
- Project X Zone 2 (Nintendo 3DS, 2016)
- Xenoblade Chronicles 2 (Nintendo Switch, 2017)
- Xenoblade Chronicles: Definitive Edition (Nintendo Switch, 2020)
- Xenoblade Chronicles 3 (Nintendo Switch, 2022)[5]

Kooperationen mit Nintendo EAD
- The Legend of Zelda: Skyward Sword (Wii, 2011)
- Animal Crossing: New Leaf (Nintendo 3DS, 2012)[6]
- Pikmin 3 (Wii U, 2013)[7]
- The Legend of Zelda: A Link Between Worlds (Nintendo 3DS, 2013)[8]
- Splatoon (Wii U, 2015)

Kooperationen mit Nintendo EPD
- The Legend of Zelda: Breath of the Wild (Nintendo Switch/Wii U, 2017)
- Splatoon 2 (Nintendo Switch, 2017)[9]
- Animal Crossing: New Horizons (Nintendo Switch, 2020)
- Splatoon 3 (Nintendo Switch, 2022)[9]
- The Legend of Zelda: Tears of the Kingdom (Nintendo Switch, 2023)
- Mario Kart World (Nintendo Switch 2, 2025)